# المكتب المركزي الدولي للبرقيات الفلكية

شعار الاتحاد الفلكي الدولي

المكتب المركزي الدولي للبرقيات الفلكية (CBAT) هو مركز تبادل وتنسيق المعلومات المتعلقة بالأحداث الفلكية العابرة. تأسس المكتب بوسطة الجمعية الفلكية الألمانية في كيل نتيجة لمذنب راعي الشمس عام 1882 لإعلان الاكتشافات الفلكية الجديدة، خلال الحرب العالمية الأولى تم نقله إلى مرصد جامعة كوبنهاغن في كوبنهاغن بالدنمارك.
وفي عام 1922، أتخذ الاتحاد الفلكي المكتب مكتبه المركزي للتعاميم والإشعارات الفلكية، وظل في كوبنهاغن حتى عام 1965، ثم انتقل إلى مرصد كلية هارفارد في كامبريدج (ماساتشوستس) منذ عام 1966، ليتم تشغيله هناك من قبل مرصد سميثسونيان الفلكي.ومازال موجود في كامبريدج ماساتشوستس حتى يومنا هذا.
المكتب منظمة غير ربحية. التمويل الرئيسي يأتي من الاشتراكات في مختلف الخدمات التي يقدمها المكتب، ومن مؤسسة العلوم الوطنية الأمريكية (خلال الفترة 2008-2010) ، ويتم تشجيع التبرعات.

## المهام
يقوم المكتب المركزي للبرقيات الفلكية بتجميع ونشر المعلومات عن المذنبات والأقمار الطبيعية والمستعر والمستعرات العظمى وغيرها من الأحداث الفلكية العابرة. ويضع المجلس أيضا أولوية الاكتشاف (الذي يحصل على ائتمان له) ويعين التسميات والأسماء الأولية للأجرام الفلكية الجديدة.
وبالنيابة عن الاتحاد الفلكي الدولي، يقوم المكتب المركزي للبرقيات الفلكية بتوزيع التعاميم والإشعارات الدورية الصادرة عن الاتحاد الفلكي الدولي. في سلسلة من الإعلانات المطبوعة بالبطاقات البريدية الصادرة على فترات غير منتظمة حسب الضرورة في شكل مطبوع وإلكتروني، واعتبارا من 20 ديسمبر 2002 عن طريق البرقيات الإلكترونية فقط.
وفي الفترة من عام 1920 إلى عام 1992، كان المكتب المركزي للبرقيات الفلكية يرسل البرقيات في حالات العاجلة، والإشعارات والتعاميم عن طريق البريد العادي؛ وعندما تم التخلي عن البرقيات العادية، تم الاحتفاظ بأسم "telegram" لأسباب تاريخية. ومنذ منتصف الثمانينيات، التعميمات الصادرة عن الاتحاد الفلكي الدولي وتعاميم مركز الكواكب الصغيرة ذات الصلة متاحة إلكترونيا.

## روابط خارجية
- الاتحاد الفلكي الدولي: المكتب المركزي الدولي للبرقيات الفلكية الصفحة الرئيسية
- المكتب المركزي للبرقيات الفلكية: دراسة حالة الفلكية الدولية